# Trentepohlia (Trentepohlia) lepida
Trentepohlia (Trentepohlia) lepida is een tweevleugelige uit de familie steltmuggen (Limoniidae). De soort komt voor in het Australaziatisch gebied.